# Bodilverleihung 2014
Die 67. Bodilverleihung fand am 1. Februar 2014 im Kopenhagener Bremen Teater statt. Moderiert wurde die Verleihung von Troels Lyby. Eine Eintrittskarte kostete 500 DKK.

## Bester dänischer Film (Bedste danske film)
Die Jagd (Jagten) – Thomas Vinterberg
Nymphomaniac
Sorg og glæde
Der Nordwesten (Nordvest) – Michael Noer
Erbarmen

## Bester amerikanischer Film (Bedste amerikanske film)
Beasts of the Southern Wild – Benh Zeitlin
Before Midnight
Django Unchained
Frances Ha
Gravity

## Bester nicht-amerikanischer Film (Bedste ikke-amerikanske film)
Blau ist eine warme Farbe – Abdellatif Kechiche
Paradies-Trilogie
The Broken Circle
La Grande Bellezza – Die große Schönheit
Der Geschmack von Rost und Knochen

## Bester Dokumentarfilm (Bedste dokumentarfilm)
Ai Weiwei – The Fake Case – Andreas Johnsen

## Beste männliche Hauptrolle (Bedste mandlige hovedrolle)
Mads Mikkelsen – Die Jagd (Jagten)

## Beste weibliche Hauptrolle (Bedste kvindelige hovedrolle)
Charlotte Gainsbourg – Nymphomaniac

## Beste männliche Nebenrolle (Bedste mandlige birolle)
Roland Møller – Der Nordwesten (Nordvest)

## Beste weibliche Nebenrolle (Bedste kvindelige birolle)
Susse Wold – Die Jagd (Jagten)

## Beste Kamerafrau (Bedste fotograf)
Charlotte Bruus Christensen – Die Jagd (Jagten)

## Henning-Bahs-Preis (Henning Bahs Pris)
Rasmus Thjellesen (Erbarmen)

## Sonderbodil (Sær-Bodil)
CPH:DOX

## Ehren-Bodil (Æres-Bodil)
Jesper Langberg